# Epacris pinoidea
Epacris pinoidea là một loài thực vật có hoa trong họ Thạch nam. Loài này được Crowden & Menadue mô tả khoa học đầu tiên năm 1996.